# دورنبورگ
دورنبورگ (به آلمانی: Dornburg) یک منطقهٔ مسکونی در آلمان است که در دمبورگ-کامبورگ واقع شده‌است. دورنبورگ ۹۰۹ نفر جمعیت دارد.